# Manuel María Mallarino
Manuel María Mallarino, né le 18 juin 1808 à Cali et mort le 6 janvier 1872 à Bogota, est un avocat et homme d'État colombien qui est le dernier vice-président de la république de Nouvelle-Grenade puis président entre 1855 et 1857.

## Carrière politique

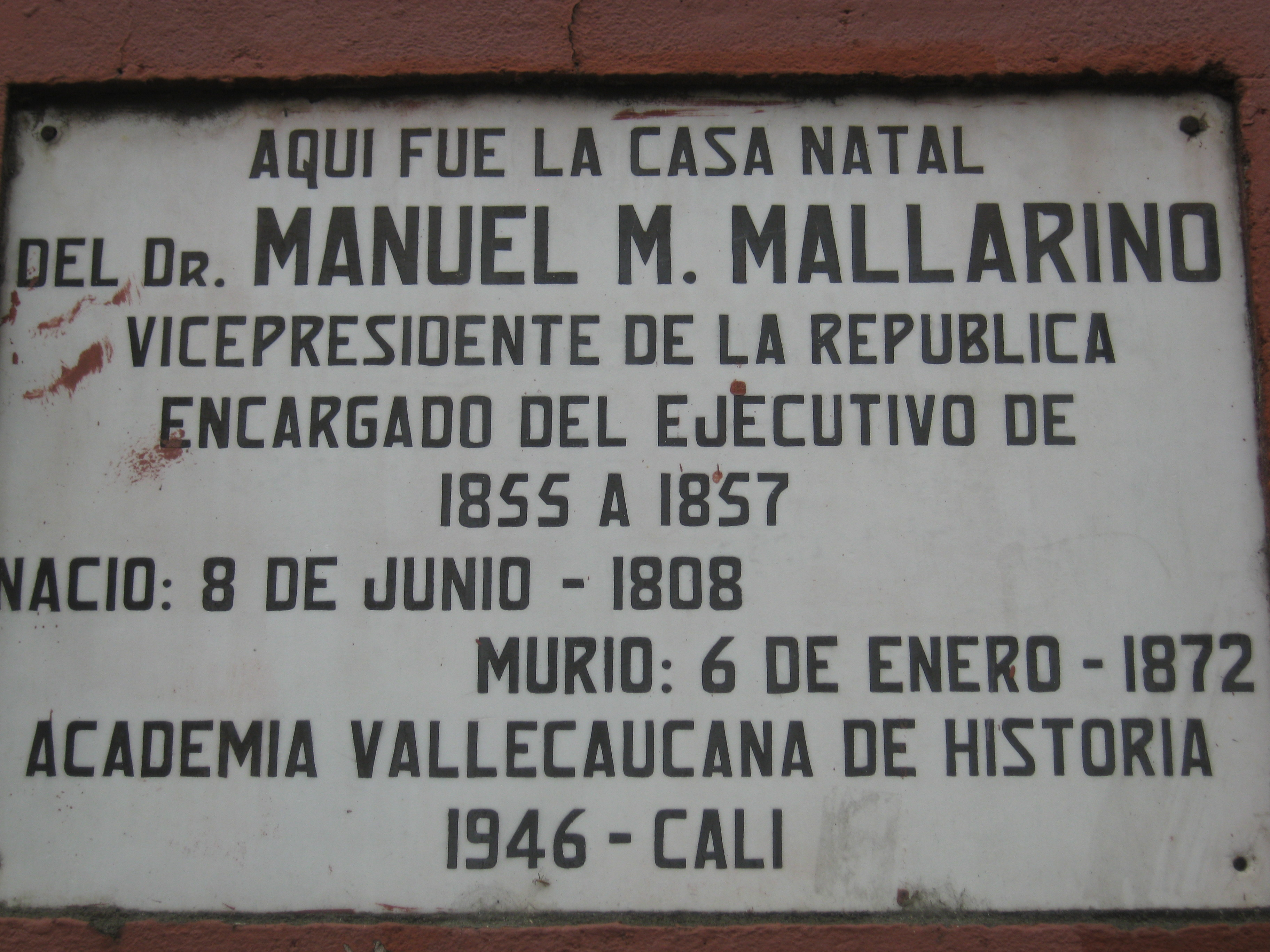
Plaque commémorative de la maison natale de Manuel Mallarino.

Dès ses études, Mallarino commence à évoluer dans les cercles politiques de sa province, du côté du parti des rétrogrades, au nom duquel il arrive à la Chambre des représentants en 1836 et participe à la fondation du parti ministériel (union des rétrogrades et dissidents santanderistes) dont est issu le parti conservateur. Plus tard, il occupera un siège au Sénat et dans les gouvernorats des provinces de Popayán et Buenaventura. Ses bons offices en tant que chef régional du conservatisme naissant ont été récompensés par le président Tomás Cipriano de Mosquera, qui le nomme secrétaire d'État en 1846, jusqu'en 1847.

## Vice-président
En 1854, les libéraux sont au pouvoir en la personne du président José María Obando, qui a succédé à José Hilario López en avril 1853 face à Tomás de Herrera. Une nouvelle constitution est adoptée en 1853, qui amorce un virage idéologique pour le pays reflétant les idées libérales. 
Ayant battu le candidat libéral, Mallarino accède, malgré la victoire à la présidence d'Obando, au poste de vice-président sous l'étiquette du parti conservateur.
En mars 1854, le général José María Melo, à la tête de la garnison de Bogota, est accusé de meurtre, ce qui le pousse à la rébellion armée contre le gouvernement d'Obando. Le 17 avril 1854, il dissout les Chambres, abolit la constitution et enferme le président. Lorsqu'il proclame la dictature, le pays se soulève. Les forces combinées de Pedro Alcántara Herrán, Tomás Cipriano de Mosquera et López parviennent à vaincre les forces de Melo à Bogotá le 4 décembre 1854. L'acte de reddition est signé dans l'actuel parc Santander. José de Obaldía assure alors la présidence.

## Président de la République
En tant que vice-président, Mallarino est désigné comme président par intérim le 1er avril 1855 pour achever le mandat d'Obanda jusqu'à la tenue de l'élection présidentielle, en 1857. 